# Blatné
Blatné es un municipio del distrito de Senec en la región de Bratislava, Eslovaquia, con una población estimada a final del año 2024 de 1808 habitantes.
Se encuentra ubicado al sureste de la región, en el valle del río Morava y cerca de la frontera con la región de región de Trnava y con Austria.

## Demografía
| Año        | 1994 | 2004     | 2014     | 2024    |
| ---------- | ---- | -------- | -------- | ------- |
| Población  | 1288 | 1506     | 1742     | 1808    |
| Diferencia |      | +16,92 % | +15,67 % | +3,78 % |

| Año        | 2023 | 2024    |
| ---------- | ---- | ------- |
| Población  | 1834 | 1808    |
| Diferencia |      | −1,41 % |